# Sparvieri d'acciaio
Sparvieri d'acciaio (The Air Mail) è un film muto del 1925 diretto da Irvin Willat.

## Trama
Russ Kane, che è riuscito a farsi assumere come pilota dal servizio postale, ha il progetto di derubare il servizio stesso. Durante il corso di formazione a Reno, però, Kane entra nello spirito di squadra della compagnia e si dedica completamente a quella che può essere definita una missione, la distribuzione della posta. Costretto a un atterraggio di fortuna nei pressi di una città fantasma, Kane soccorre Alice Rendon, che ha urgente bisogno delle medicine per curare il padre invalido. Quando ritorna insieme alla posta e all'amico Sandy, però, il suo aereo viene attaccato da una banda di trafficanti di droga mentre Alice e il padre vengono rapiti da tre evasi. Kane riuscirà a salvare la ragazza, conquistandone l'amore.

## Produzione
Il film fu prodotto dalla Famous Players-Lasky Corporation. Venne girato in California, nella valle della morte e in Nevada, a Rhyolite.

## Distribuzione
Il copyright del film, richiesto dalla Famous Players-Lasky Corp., fu registrato il 17 marzo 1925 con il numero LP21257.
Distribuito dalla Paramount Pictures, il film - presentato da Jesse L. Lasky e da Adolph Zukor - uscì nelle sale cinematografiche statunitensi proiettato in prima a New York il 16 marzo 1925.
Copia della pellicola (un positivo in nitrato con i rulli 1-4) viene conservato negli archivi della biblioteca del congresso.